# Эль Кадри, Энвар
Энвар Эль Кадри (исп. Envar El Kadri, 1 мая 1941, Рио-Куарто, Кордова — 19 июля 1998, Тилькара, Жужуй) — аргентинский левый революционер-хустисиалист ливанского происхождения, адвокат и журналист, организатор и руководитель Перонистских вооружённых сил, затем правозащитник.

## Биография
Активно включился в политическую деятельность в рядах Перонистской молодёжи после свержения Хуана Перона в 1955 году. В 1960 году был арестован и посажен в тюрьму, из которой выходит по амнистии в 1963 году. В 1967 году, в ответ на усиление репрессий со стороны диктаторского режима Онганиа, организует Перонистские вооружённые силы и готовит партизанскую войну. В сентябре 1968 года арестован и проходит через самые суровые тюрьмы режима (Вилья-Девото, Росон и др.). После прихода к власти левых перонистов, 25 мая 1973 года выпущен из тюрьмы и работает в низовом перонистском движении. В 1975 году вынужден бежать из страны из-за преследований со стороны правого правительства и «эскадронов смерти» Три А, живёт в Бейруте и Мадриде, откуда в мае 1976 года выслан во Францию.
Там участвует в деятельности правозащитных организаций, становится одним из основателей Международной ассоциации по защите артистов-жертв репрессий. Сотрудничает с матерями Майской площади и организует в 1979 году в Париже марш в память ста «исчезнувших» в Аргентине артистов. Одновременно получает дипломы по специальностям «охрана труда и социальное обеспечение» (1978) и «международные отношения» (1979).
Возвращается на родину после падения диктатуры в марте 1984 года, где участвует в организации музыкальных и кинопостановках пострадавших от военного режима артистов. С 1985 года начинает сотрудничать с Фернандо Соланасом. В 1989 году становится одним из основателей студии звукозаписи для фильмов. Преподавал в университете Буэнос-Айреса, Национальном университете Мар-дель-Плата и др.